# Ил (Дордоња)
Ил (фр. Isle) је река у Француској. Дуга је 255 km. Улива се у Дордоњу. 